# Episodi di Aiutami Hope! (terza stagione)
La terza stagione della serie televisiva Aiutami Hope! è stata trasmessa negli Stati Uniti dal 2 ottobre 2012 al 28 marzo 2013 sul canale Fox.
In Italia la stagione è andata in onda in prima visione sul canale satellitare Fox dal 4 giugno 2013 al 17 settembre 2013.
| nº | Titolo originale                                   | Titolo italiano                 | Prima TV USA     | Prima TV Italia   |
| -- | -------------------------------------------------- | ------------------------------- | ---------------- | ----------------- |
| 1  | Not Indecent, but Not Quite Decent Enough Proposal | Una diabolica eredità           | 2 ottobre 2012   | 4 giugno 2013     |
| 2  | Throw Maw Maw from the House (Part 1)              | Giù le mani da nonna (1ª parte) | 9 ottobre 2012   | 11 giugno 2013    |
| 3  | Throw Maw Maw from the House (Part 2)              | Giù le mani da nonna (2ª parte) | 16 ottobre 2012  | 18 giugno 2013    |
| 4  | If a Ham Falls in the Woods...                     | Corso pre-matrimoniale          | 23 ottobre 2012  | 25 giugno 2013    |
| 5  | Don't Ask, Don't Tell Me What to Do                | Madre in affitto                | 30 ottobre 2012  | 2 luglio 2013     |
| 6  | What Up, Bro?                                      | Che si dice fratello?           | 13 novembre 2012 | 9 luglio 2013     |
| 7  | Candy Wars                                         | Il piccolo pellegrino           | 20 novembre 2012 | 16 luglio 2013    |
| 8  | The Walk for the Runs                              | Marcia di beneficenza           | 27 novembre 2012 | 23 luglio 2013    |
| 9  | Squeak Means Squeak                                | Lo scoiattolo maniaco           | 4 dicembre 2012  | 30 luglio 2013    |
| 10 | The Last Christmas                                 | L'ultimo Natale                 | 11 dicembre 2012 | 30 luglio 2013    |
| 11 | Credit Where Credit Is Due                         | Ritorno al passato              | 8 gennaio 2013   | 6 agosto 2013     |
| 12 | Lord of the Ring                                   | Pegno d'amore                   | 15 gennaio 2013  | 13 agosto 2013    |
| 13 | What Happens at Howdy's Doesn't Stay at Howdy's    | Festa con sorpresa              | 22 gennaio 2013  | 20 agosto 2013    |
| 14 | Modern Wedding                                     | Matrimonio in diretta           | 29 gennaio 2013  | 20 agosto 2013    |
| 15 | Yo Zappa Do (Part 1)                               | Hope Show (Prima parte)         | 29 gennaio 2013  | 27 agosto 2013    |
| 16 | Yo Zappa Do (Part 2)                               | Hope Show (Seconda parte)       | 5 febbraio 2013  | 27 agosto 2013    |
| 17 | Sex, Clown and Videotape                           | Sesso, clown e videotape        | 5 febbraio 2013  | 3 settembre 2013  |
| 18 | Arbor Daze                                         | Tradizioni di famiglia          | 19 febbraio 2013 | 3 settembre 2013  |
| 19 | Making the Band                                    | Compleanni baby rock            | 26 febbraio 2013 | 10 settembre 2013 |
| 20 | The Old Girl                                       | L'ex ragazza                    | 26 febbraio 2013 | 10 settembre 2013 |
| 21 | Burt Mitzvah: The Musical                          | Il musical                      | 28 marzo 2013    | 17 settembre 2013 |
| 22 | Mother's Day                                       | La festa della mamma            | 28 marzo 2013    | 17 settembre 2013 |

## Una diabolica eredità
- Titolo originale: Not Indecent, But Not Quite Decent Enough Proposal
- Diretto: Greg Garcia
- Scritto da: Greg Garcia

### Trama
Alla veglia per il funerale della nonna di Sabrina, la famiglia Chance incontra per la prima volta la madre della ragazza, Tamara. In un video lasciato dalla nonna, si scopre che ha lasciato in eredità la casa alla nipote, ma solo se si sposerà. Secondo Jimmy e Sabrina, così come Burt e Virginia, questa è l'occasione giusta per dare un'opportunità di vita a Hope e crescere in un'abitazione sana. I due affermano di avere già pensato al matrimonio, ma Sabrina da quand'era piccola sogna una proposta che sia all'altezza dei suoi desideri, e così Jimmy le promette che realizzerà la sua volontà. Facendosi aiutare da Frank e Shelley, Jimmy decide di mettere in atto tutte le idee proposte invece che sceglierne una. Al momento della fatidica proposta, nonostante la volontà di fare una sorpresa, Sabrina sa già che Jimmy è intenzionato a chiederle la mano. Così Virginia le consiglia di fingere l'entusiasmo che molte volte le donne sono costrette a dimostrare per l'impegno degli uomini, che credono di compiere gesti eclatanti e di fargli provare sensazioni che non hanno mai provato. Dopo il "sì" esasperato, durante i festeggiamenti Frank mostra agli ospiti un video di foto che ha preparato per i due futuri sposi; tra le foto ci sono anche alcune di Jimmy da adolescente durante la fase "gotica", e una di Sabrina insieme alla mamma prima del lifting al naso e quando era bruna. Grazie a queste foto, sia Jimmy che Tamara, si accorgono di essersi già conosciuti molti anni prima: infatti i due un tempo si sono baciati in un parcheggio dopo essersi incontrati. Tamara insieme a Virginia e Burt, incitano Jimmy a non rivelare nulla a Sabrina, ma il ragazzo è sempre più preso dal rimorso e dall'incapacità di mantenere una bugia, tanto che rivela tutto a Sabrina con una dichiarazione del suo sincero amore per lei. Sabrina, colpita dalle parole, lo perdona.
- Guest star: Melanie Griffith, Tippi Hedren

## Giù le mani da nonna (1ª parte)
- Titolo originale: Throw Maw Maw from the House (Part 1)
- Diretto da: Eyal Gordin
- Scritto da: Greg Garcia e Fred Shafferman

### Trama
L'episodio si apre con Burt e Virginia che mettono un chiavistello alla porta della camera della nonna, poiché Maw Maw anche di notte si ritrova a girare per la casa combinando guai come accendere il gira dischi o truccare Burt e Jimmy mentre dormono. Intanto Sabrina è al lavoro con Jimmy, che indossa una maglia con su scritto "Sono con uno stupido" indicando le parti intime. Sabrina gli chiede se abbia intenzione di indossare quella ridicola maglietta anche la sera a cena. Frank incita Jimmy a non assecondare le pretese della fidanzata e ad essere se stesso. A casa, Hope e Maw Maw si litigano una caramella, mettendo in evidenza il comportamento bambinesco della nonna; intanto alla porta bussa un'assistente sociale, con la fissa per i gatti. Burt e Virginia credono che la ragazza sia venuta a casa Chance per denunciare la scarsa capacità di crescere Hope e di alcuni modi poco sani di comportarsi con lei, come asciugarla in giardino con lo spazza foglie o portarla in carrozzina con lo skateboard. Sabrina e Jimmy tentano così di eliminare in casa qualsiasi prova mentre l'assistente è in salotto. In realtà alla vista di Hope, la ragazza afferma che la denuncia riguardava un bambino di cinque anni che è stato visto fare "crowd surfing" ad un concerto di Smokey Floyd; si scopre però che il bambino in questione è Jimmy, e la denuncia risulta essere di ben 10 anni fa. Risolto l'equivoco, a causa dei ritardi dell'assistenza, la ragazza si accorge che in casa c'è un'altra persona ad essere malmenata fisicamente: Maw Maw. Così dopo aver interrogato la nonna sui soprusi subiti, denuncia la famiglia. Virginia e Burt per non permettere alla nonna di essere portata via, tentano di farla visitare così che le si diagnostichi le sue continue perdite di lucidità, ma ciò deve accadere solo nei momenti di follia della nonna e intanto sono costretti a non abusare fisicamente di lei utilizzando i tipici giochetti che hanno sempre usato per tenerla a freno. L'assistente sociale torna in data stabilita a far visita alla famiglia, per controllare se si stanno comportando in modo sano con la nonna. Ma ciò non è sufficiente, perché l'assistente afferma che comunque abusavano di lei mentalmente, visto che la nonna si lascia sfuggire che Virginia le aveva detto che la ragazza, se l'avesse portata via, le avrebbe fatto l'elettroshock. Maw maw allora viene portata via.